# Hydropsyche saxonica
Hydropsyche saxonica là một loài Trichoptera trong họ Hydropsychidae. Chúng phân bố ở miền Cổ bắc.